# Noorderhoek I
De Noorderhoek I is een woonwijk binnen de stad Sneek in de Nederlandse provincie Friesland. De wijk telt (in 2023) 1.485 inwoners en heeft een oppervlakte van 35 hectare (waarvan 1 hectare water).

## Ligging en bereikbaarheid
De wijk grenst in het noorden aan de wijk De Loten, in het oosten aan de Noordoosthoek, in het zuiden aan de Hemdijk en in het westen aan de Noorderhoek II.
De wijk wordt deels begrensd door de Bolswarderweg en de Worp Tjaardastraat, die tevens de belangrijkste verkeersaders vormen. In het oosten wordt de wijk begrensd door de spoorlijn Leeuwarden-Stavoren.
De Franekervaart loopt deels door de wijk, onder de spoorweg loopt een voet- en fietstunnel. In het noordoosten van de wijk bevindt zich treinstation Sneek Noord.

## Historie en bebouwing
Het grootste deel van de bebouwing van de wijk, zo'n twee derde, stamt uit de periode van voor 1945. Het andere deel van de gebouwen en woningen is gebouwd in de periode tussen 1945 en 1975. In de wijk staan relatief veel eengezinswoningen, die veelal allemaal in de vooroorlogse periode sinds 1926 zijn gebouwd. Het grootste deel van de wijk bestaat uit huurwoningen, die worden beheerd door Woningstichting De Wieren. De wijk kent amper hoogbouw en heeft een groot plantsoen aan de Gijsbert Japiksstraat.
De wijk ondergaat momenteel een herinrichting. In 2011 is in de wijk een nieuw gebouwd woonzorgcentrum geopend aan de Worp Tjaardastraat en Harmen Sytstrastraat.
Rondom de Ubbo Emmiusstraat bevinden zich enkele winkels, waaronder een kapper, een bloemenzaak en een slagerij.
In de wijk is een wijkvereniging actief genaamd Wijkvereniging Noorderhoek. De vereniging beheert het wijkcentrum Schuttersheuvel en brengt het wijkblad De Schuttersbode uit.

### Straatnaamverklaring
De straten in de wijk zijn veelal vernoemd naar grote Friese geschiedschrijvers. Enkele bekende voorbeelden zijn:
| Straatnaam              | Vernoeming                                                                       |
| ----------------------- | -------------------------------------------------------------------------------- |
| Gijsbert Japiksstraat   | Gysbert Japicx (1603-1666), Friese renaissanceschrijver                          |
| Waling Dijkstrastraat   | Waling Dykstra (1821-1914), Friese schrijver en voordrachtskunstenaar            |
| Eeltje Halbertsmastraat | Eeltje Halbertsma (1797-1858), Friese arts en schrijver                          |
| Ubbo Emmiusstraat       | Ubbo Emmius (1547-1625) de eerste rector magnificus van de Academie te Groningen |

### Bezienswaardigheden
In de wijk bevindt zich een enkele rijksmonument, te weten:
- Het Koningin Wilhelminapark

## Voorzieningen
Onder meer de volgende voorzieningen bevinden zich in de wijk:
- De Algemene Begraafplaats, met oorlogsgraven
- Het Friesland College, school voor MBO-opleidingen
- Het wijkcentrum Schuttersheuvel